# Aloe congolensis
Aloe congolensis é uma espécie de liliopsida do gênero Aloe, pertencente à família Asphodelaceae.